# Oh! My Goddess
Oh! My Goddess (japanska: ああっ女神さまっ?, Aa! Megami-sama), också känd som Ah! My Goddess!, är en japansk seinen-manga skriven och tecknad av Kōsuke Fujishima. Den publicerades första gången i Kōdanshas månadstidning Afternoon, 25 augusti 1988, där den fortfarande går. Fram till december 2009 har Kōdansha tryckt 40 samlingsvolymer av mangan, som är en romantisk komedi som med tiden blir alltmer actionfylld.

## Handling
Oh! My Goddess kretsar kring Keiichi Morisato, en 21-årig universitetsstudent. När han ringer till en vän kommer han fel och hamnar hos Frälsningsdiserna. Gudinnan Verdandi (Belldandy på japanska) blir nersänd till jorden för att få veta hans önskan och berättar att han kan önska vad han vill i hela världen, från att bli miljonär till att förstöra världen helt och hållet. Keiichi önskar att Verdandi ska stanna med honom för alltid. Märkligt nog uppfylls hans önskan. Mangan och animen följer sedan deras relation när de kommer allt närmare varandra.

## Karaktärer i "Oh! My Goddess"
- Belldandy (Verdandi i den svenska mangautgåvan): Gudinnan som sändes till Keiichi för att uppfylla hans önskan. Hon är första klassens gudinna av andra kategorin. Är lillasyster till Urd och storasyster till Skuld.
- Keiichi Morisato: Keiichi råkade ringa fel och hamnade hos Frälsningsdiserna, och så kom Belldandy in i hans liv. På grund av detta blev han utslängd från studentkorridoren han bodde i (tjejer är förbjudna där). Han har en lillasyter som heter Megumi.
- Otaki: En av killarna som Keiichi bodde ihop med i studentkorridoren. Han är även kär i Satoko Yamano.
- Megumi: Keiichis lillasyster som går på Nekomi tekniska högskola (NTH)
- Urd: Urd är Belldandys halvsyster, eftersom Urd har så kallat demonblod i ådrorna. Hon är storasyster till Belldandy och Skuld. Hon bråkar ofta med Skuld.
- Skuld: Är andraklassdis, villkorlig första kategorin. Älskar att uppfinna saker, och hon har bland annat gjort roboten Banpei som skyddar Belldandy från Mara.
- Mara: Hon är en demon som försöker sabotera för Belldandy.

## Nordisk inspiration
Till sin serie har Fujishima flitigt lånat referenser från den gamla nordiska mytologin. De tre gudinnorna hos Keiichi har fått namn av asatrons tre nornor, av vilka Urd ju ofta räknas som den äldsta systern och Skuld som den yngsta. Den engelska namnvarianten Belldandy kommer sig delvis av japanskans problem med rätt transkription av Verdandi (Berudandeii) och dess svårigheter att skilja på r och l. Asatrofenomen som Yggdrasil, Sleipner, Nidhugg och Fenrisulven dyker även de upp i ny gestaltning.

## Oh My Goddess (OVA)
Kort anime med bara fem episoder som sändes mellan 1993 och 1994.

## Adventures of Mini-Goddess
Anime-serie med 48 episoder som sändes 1998–99.

## Ah! My Goddess: The Movie
Långfilm som hade premiär den 21 oktober 2002. Speltid: cirka 105 minuter.

## Ah! My Goddess (TV)
Tv-serie som började sändas den 6 januari 2005. Sammanlagt (2005–06) producerades i 50 avsnitt.

## Övrigt
Ytterligare en OVA-serie på två avsnitt (Ah! My Goddess: Fighting Wings) producerades under 2007. Dessutom har en "lättroman" (light novel) av serien givits ut (2006), författad av Urds röstskådespelare Yumi Tōma.